# Чемпионат мира по современному пятиборью среди женщин 1982
II Чемпионат мира по современному пятиборью среди женщин проводился в городе Компьен (Франция) с 8 по 12 августа 1982 года.
В чемпионате принимали участие сборные команды десяти стран — Англии, Австрии, Дании, Канады, Мексики, СССР, США, ФРГ, Франции и Швеции. Впервые сборная Советского Союза приняла участие в мировом первенстве.

## Команда СССР
Впервые команда СССР приняла участие в мировом первенстве. Для советской сборной это был дебют на международной арене. В команду СССР вошли молодые спортсменки — 19-летняя Ольга Резникова (Петропавловская), 21-летняя Наталья Буженкова, 20-летняя Светлана Яковлева и 16-летняя Екатерина Путилина. В течение недели им предстояло помериться силами со своими соперницами в верховой езде, плавании, кроссе, стрельбе из пистолета и фехтовании на шпагах.

## Верховая езда. Конкур
Без единой ошибки и с лучшим временем прошла трассу К. Тейлор (Англия) — 1100 очков. Первое место заняли девушки из США, сборная СССР поделила 4-5 место с командой ФРГ. В команде СССР лучшей была 16-летняя Екатерина Путилина — 8 место.

## Фехтование
Фехтование выиграла мексиканка М, Мартинес — 23 победы в 30 боях (1114 очков). Командой выиграли спортсменки Англии — 2886 очков, второе место сборная Швеция — 2618 очков.

## Плавание
Соревнования по плаванию проходили в 50-метровом бассейне местечка Бове, куда пришлось перебраться из-за отсутствия бассейна в Компьене.
Светлана Яковлева показала 5-й результат — 2.19,8 (1164 очка), а сборная СССР заняла шестое место. Первенствовали здесь хозяйки турнира Ж. Бергер — 2.09,6 (1244 очка)в личном зачете и командном первенстве — 3500 очков.
Личные.

## Стрельба
Первое место в стрельбе заняла сборная СССР −2868 очков. Ольга Резникова выиграла личный турнир выбив 194 (1000 очков), Н. Буженкова была шестой −192, С. Яковлева восьмой −190. Но плотность результатов оказалась настолько высокой, что даже такой успех не позволил советской сборной подняться после четырех видов выше шестого места.
Личное первенство. Результаты после 4 видов.
1. 1.С. Паркер (Англия) −4076.
2. 2.К. Тэйлер (Англия) −4028.
3. 3.У. Норман (Англия) −4028.

Командное первенство.Результаты после 4 видов.
1. 1.Англия −12130.
2. 2.ФРГ −11596
3. 3.Франция −11332.

## Бег
12 августа. Сборная Великобритании захватившая лидерство после второго этапа чемпионата, уже никому не уступила. У. Норман, вырвав победу в кроссе у датчанки П. Сварре, стала чемпионкой мира в личном зачете. Она и завоевавшие серебро и бронзу её подруги по команде С. Паркер и К. Тэйлер уверенно опередили и все сборные.

## Результаты
| Дисциплина           | Золото                                             | Серебро                                               | Бронза                                                     |
| Индивидуальный зачет | Великобритания · У. Норман                         | Великобритания · С. Паркер                            | Великобритания · К. Тейлер                                 |
| Командный зачет      | Великобритания · У. Норман · С. Паркер · К. Тейлер | ФРГ · Сабина Крапф · Martina Gödicke · Ute Schiffmann | Швеция · Анна Альгрен · Agneta Lekander · Marianne Sigmond |

## Распределение наград
| Место  | Страна         | Золото | Серебро | Бронза | Всего |
| ------ | -------------- | ------ | ------- | ------ | ----- |
| 1      | Великобритания | 2      | 1       | 1      | 4     |
| 2      | ФРГ            | 0      | 1       | 0      | 2     |
| 3      | Швеция         | 0      | 0       | 1      | 1     |
| Totale | Totale         | 2      | 2       | 2      | 6     |

### Индивидуальный зачёт
| 1  | У. Норман    | Великобритания | 5311 |
| 2  | С. Паркер    | Великобритания | 5136 |
| 3  | К. Тэйлер    | Великобритания | 5209 |
| 4  | А. Альгрен   | Швеция         | 5029 |
| 5  | А. Рейд      | США            | 4983 |
| 6  | П. Сварре    | Дания          | 5082 |
| 11 | С. Яковлева  | СССР           | 4859 |
| 12 | О. Резникова | СССР           | 4834 |
| 21 | Н. Буженкова | СССР           | 4613 |
| 25 | Е. Путилина  | СССР           | 4419 |

### Командный зачёт
| 1 | Великобритания | 15505 |
| 2 | ФРГ            | 14731 |
| 3 | Швеция         | 14473 |
| 4 | Франция        | 14457 |
| 5 | США            | 14417 |
| 6 | СССР           | 14306 |